# Nicrophorus nigrita
Nicrophorus nigrita là một loài bọ cánh cứng trong họ Silphidae được miêu tả bởi Mannerheim in 1843.